# سعيد يشوع
سعيد يشوع مواليد 1 يوليو 1928 في البصرة، هو لاعب كرة قدم عراقي سابق كان يلعب في مركز الوسط.

## المسيرة الاحترافية

### أندية لعب لها
- نادي الميناء
- مانشستر يونايتد